# 東山村 (愛知県)
東山村（ひがしやまむら）は、かつて愛知県愛知郡に存在した村。現在の名古屋市千種区東部を村域とした。
東山丘陵と呼ばれる丘陵の一部が広がる。丘陵の北、矢田川側の台地上に鍋屋上野の集落が、丘陵の南、山崎川沿いの丘陵端部に末森・丸山の集落が立地する。
「東山」は名古屋城から見て東にある丘陵地帯を呼んだ地名。名古屋市編入後も1937年（昭和12年）開園の東山公園を中心として施設や町字の名称に用いられている。

## 沿革
- 江戸時代末期、この地域は尾張藩領であった。
- 1876年（明治9年）
  - 愛知郡丸山村、末森村、上野新田が合併し、田代村となる。
  - 春日井郡鍋屋上野村の一部を愛知郡千種村へ編入する。
- 1880年（明治13年） - 春日井郡の分割により、鍋屋上野村は西春日井郡の所属となる。
- 1889年（明治22年）10月1日 - 西春日井郡鍋屋上野村に愛知郡千種村の一部を編入し、同時に愛知郡に移る。
- 1906年（明治39年）5月10日 - 田代村と鍋屋上野村とが合併し、東山村となる。
- 1921年（大正10年）8月22日 - 名古屋市に編入され、名古屋市東区の一部となる。
- 1937年（昭和12年） - 東区から千種区が分離する。

## 学校
- 田代尋常高等小学校 - 1873年（明治6年）廣徳学校として創立。
- 上野尋常小学校 - 1880年（明治13年）上野学校として創立。
- 曹洞宗第三中学林 - 1921年（大正10年）に千種町より現在の愛知学院大学楠元キャンパスに移転。

## 神社・仏閣
- 八幡社 - 1936年に末森城址地に移転。1956年に城山八幡宮に改称。
- 桃巌寺
- 覚王山日暹寺